# 아르카디아 (2016년 영화)
《아르카디아》(영어: Arcadia)는 2016년 10월에 개봉한 영국의 액션, SF, 스릴러 영화이다. 톰 라지가 감독과 각본을 맡았다. 영국은 2016년 10월 24일에 개봉되었다.

## 줄거리
평균 수명이 40세인 근미래사회에서 중년의 감시원이 부유한 사람만 살 수 있는 평균 수명 130세의 '아르카디아'로 정부의 표적을 무사히 데려가지만 뒤늦게 끔찍한 진실을 알게 된다는 극영화

## 출연진
주연
- 토마스 쿰스 - 제리 역
- 길리안 맥그리거 - 마리아나 블랙 역
- 마크 베일리스 - 찰리 역

조연
- 아키 코타베 - 제이콥 역
- 루퍼스 라이트 - 라이더 역
- 시드 피닉스 - 자일스 역